# Посад (Кишертский район)
Поса́д — село в Кишертском районе Пермского края России, административный центр Посадского сельского поселения.
Расположено на реке Сылва.

## История
«Посад» — это пригород, предместье, посёлок. В XVIII-XIX веках в Прикамье «посадом» называли село (это слово в таком же значении сохранилось у коми-пермяков, которые традиционно называют посёлок Гайдны «посадом Гайдна». В Пермском крае несколько населённых пунктов именуются Посадами и Старыми Посадами. Как правило, в этих селениях раньше были церкви и они считались сёлами).
Впервые это село переписал Михаил Фёдорович Кайсаров в 1623—1624 гг.
В 1622 году богатый посадский человек из города Соликамска Фёдор Елисеев купил у татарина Турсунбая Терегулова починок против Кишерти реки. «В нём 5 дворов „половничных“; а людей в них 6 человек, а оброку, с тех дворов, со двора 1,5 деньги, пашни пахотной 30 четей с полосьминою».
А межу той Фёдоровой земли, Межевой лог от камня Ермак Частых островов (деревня Частые) до реки Барды, Фёдор Елисеев приобретает по дешёвке (по 10-15 рублей за участок).
Это громадные площади земли, практически всё среднее течение реки Сылвы, но грамоты на владение имеет только на ту землю, которая вошла в перепись 1623—1624 годов, то есть правая сторона Сылвы не имела грамоты на владение землёй. Фёдор Елисеев вынужден был срочно продавать землю.
В 1631 году её покупает Данила Иванович Строганов уже за 640 рублей.
С 1756 г. (1757 г.) владения Александра Строганова перешли князьям Шаховским и Голицыным, а затем Шуваловым и Бутеро-Родали по родственным связям.
Первая церковь в селе была деревянная, стояла близ реки Сылвы, просуществовала она до 1841 года, и по построении каменного (кирпичного) за ветхостью была разобрана, на месте поставлен каменный столб (постамент с крестом — на месте первой церкви). Здание было разобрано в конце 1850-х годов, причём старожилы уверяли, что оно простояла 180 лет…
В 1855 году из церкви был куплен пол и потолок в каменную церковь Спасо-Бардинскую, соседнюю, только что поставленную в 1859 году. Когда при разборке деревянной церкви сняли потолок, то обнаружили ещё один сильно прокопчённый, с вытяжными окнами для дыма (дым выходил через «волоковые окна» в потолке) и была церковь разделена на мужскую и женскую половину. Подтверждается, что церковь была древняя и отапливалась вначале по-чёрному. Когда была построена, достоверно не известно, во всяком случае, около половины 17 века она уже стояла. А местный священник Стефан Бурдин предполагал, что её построение надо отнести к 1604—1605 годам.
Своё предположение Бурдин основывает на надписи на иконе «Неопалимая Купина», пожертвованной храму в начале 17 века владельцем кишертских земель Никитой Строгановым.
На задней стороне иконы значится: «Лета 7113 (1605 года) Поставление Никиты Строганова». Эта надпись даёт возможность ещё предполагать, что сделана она в день дарения храму по какому-то особому случаю. Никита же Строганов как раз получил царское пожалование — боярский титул, который давал право именоваться по-боярски: «вичъ» — «Никита Григорьевич».
1604 г. — предположение о первом поселении будущего села Кишертское (Посад), согласно надписи на иконе «Неопалимая Купина».
1697 г. — евангелие, напечатанное в Москве, хранилось в Воскресенской церкви села Кишертское (Посад).

## Население
| 2000  | 2004  | 2008  | 2010  | 2011  | 2012  | 2013  |
| ----- | ----- | ----- | ----- | ----- | ----- | ----- |
| 1492  | ↘1456 | ↘1445 | ↘1268 | ↘1264 | ↗1449 | ↗1459 |
| 2015  | 2021  |       |       |       |       |       |
| ↘1432 | ↘1138 |       |       |       |       |       |

## Инфраструктура
Есть средняя школа, коррекционная школа, детский сад, почта, отделение сбербанка, ЖКХ, ФАП, библиотека, дом досуга, сельскохозяйственное предприятие ООО «Посад-Агро», сеть частных магазинов.
В селе 18 улиц: Весенняя, Заречная, Комсомольская, Лесная, Логовая, Луговая, Малая, Молодёжная, Набережная, Нагорная, Озерная, Южная, Школьная, Центральная, Сылвенская, Советская, Садовая, Сылвенский переулок.